# Oliver Waldmann
Oliver Bernhard Waldmann (* 1967) ist ein deutscher Physiker. Er ist Professor am physikalischen Institut der Universität Freiburg mit dem Fachgebiet Nanophysik und Molekulare Nanomagnete.
Waldmann studierte von 1987 bis 1994 an der TU München und schloss das Studium mit der Diplomarbeit am Walther-Meißner-Institut für Tieftemperaturforschung in Garching bei München ab. Waldmann promovierte 1998 bei Paul Müller mit einer Arbeit über die Intramolekulare antiferromagnetische Kopplung in supramolekularen Gitterstrukturen am Physikalischen Institut III der Universität Erlangen-Nürnberg. Dort habilitierte er auch im Jahr 2003 mit der Arbeit Supramolekulare Nanomagnete: Quantenphysik im mesoskopischen Grenzbereich.

## Publikationen
- Magnetic anisotropy of a cyclic octanulear Fe(III) cluster and magneto-structural correlations in molecular ferric wheels, O. Waldmann, R. Koch, S. Schromm, J. Schülein, P. Müller, I. Bernt, R. W. Saalfrank, F. Hampel, E. Balthes, Inorg. Chem. 40, 2986 (2001).
- Field dependent anisotropy change in a supramolecular Mn(II)-[3 x 3] grid,O. Waldmann, L. Zhao, L. K. Thompson, Phys. Rev. Lett. 88, 066401 (2002).
- Coole Eisenräder, O. Waldmann, Physik in Unserer Zeit 34, 59 (2003).
- Quantum magneto-oscillations in a supramolecular Mn(II)-[3 x 3] grid, O. Waldmann, S. Carretta, P. Santini, R. Koch, A. G. M. Jansen, G. Amoretti, R. Caciuffo, L. Zhao, L. K. Thompson, Phys. Rev. Lett. 92, 096403 (2004).
- O. Waldmann and H. U. Güdel, Many-spin effects in inelastic neutron scattering and electron paramagnetic resonance of molecular nanomagnets, Phys. Rev. B 72, 094422/1-17 (2005)
- O. Waldmann, G. Carver, C. Dobe, D. Biner, A. Sieber, H. U. Güdel, H. Mutka, J. Ollivier and N. E. Chakov, Magnetic relaxation studies on a single-molecule magnet by time-resolved inelastic neutron scattering, Appl. Phys. Lett. 88, 042507/1-3 (2006)
- Oliver Waldmann, Graham Carver, Chris Dobe, Andreas Sieber, Hans U. Güdel and Hannu Mutka, Direct Identification of the Minority and Majority Species in the Single-Molecule Magnet Mn12-Acetate by Inelastic Neutron Scattering, J. Am. Chem. Soc. 129, 1526-1527 (2007)
- Oliver Waldmann, Ayuk M. Ako, Hans U. Güdel and Annie K. Powell, Assessment of the Anisotropy in the Molecule Mn19 with a High-Spin Ground State S = 83/2 by 35 GHz Electron Paramagnetic Resonance, Inorg. Chem. 47, 3486-3488 (2008)
- Oliver Waldmann, T. C. Stamatatos, G. Christou, H. U. Güdel, I. Sheikin and H. Mutka, Quantum Phase Interference and Néel-Vector Tunneling in Antiferromagnetic Molecular Wheels, Phys. Rev. Lett. 102, 157202/1-4 (2009)
- Modelling the magnetic behaviour of square-pyramidal Co(II)5 aggregates: Tuning SMM behaviour through variations in the ligand shell, F. Klöwer, Y. Lan, J. Nehrkorn, O. Waldmann, C. E. Anson, A. K. Powell, Chem. Eur. J. 15, 7413 (2009).